# Arco de observación
En astronomía observacional, un arco de observación (o longitud de arco) es el período de tiempo entre la primera y la más reciente (última) observación, del seguimiento del camino del cuerpo. Por lo general, se administra en días o años. El término se usa principalmente en el descubrimiento y rastreo de asteroides y cometas.
El arco de observación determina con qué precisión se conoce la órbita del objeto. Un arco muy corto podría describir objetos en una gran variedad de órbitas, a muchas distancias de la Tierra. En algunos casos, ha habido objetos cuyo arco inicial no fue suficiente para determinar si el objeto estaba en órbita alrededor de la Tierra u orbitando en el cinturón de asteroides. Con un arco de observación de 1 día, se pensó que 2004 PR107 era un objeto transneptuniano, pero ahora se sabe que es un asteroide de cinturón principal de 1 km de diámetro. Con un arco de observación de 3 días, se pensó que 2004 BX159 era un asteroide que cruzaba Marte y que podría ser una amenaza para la Tierra, pero ahora se sabe que también es un asteroide del cinturón principal.
Un arco de observación de menos de 30 días puede dificultar la recuperación de un objeto del Sistema Solar interno más de un año después de la última observación y puede provocar la pérdida de un planeta menor. Debido a su mayor distancia del Sol y al movimiento lento a través del cielo, los objetos transneptunianos con arcos de observación de menos de varios años a menudo tienen órbitas mal delimitadas.